# Resistenza antineoplastica
La resistenza antineoplastica, di solito anche detta resistenza chemioterapica è un tipo di resistenza multifarmaco caratteristica delle cellule tumorali. Il termine può essere utilizzato anche per descrivere la capacità delle cellule tumorali di sopravvivere e crescere nonostante la terapia adiuvante.
Le cause principali del fallimento della terapia antineoplastica sono generalmente due;
- Caratteristiche genetiche inerenti alla massa tumorale, che contribuiscono all'eterogeneità tumorale;
- Caratteristiche ambientali sviluppate della massa tumorale, come ad esempio la resistenza acquisita in seguito all'esposizione del farmaco.

## Caratteristiche genetiche
Il termine "eterogeneità" del tumore sottintende la diversità della popolazione delle cellule tumorali, sotto molteplici aspetti:
- morfologici;
- fenotipici
- funzionali.

Alcune sotto-popolazioni di cellule tumorali possono possedere inoltre caratteristiche genetiche intrinseche come mutazioni genetiche e/o modifiche epigenetiche, responsabili a monte della resistenza chemioterapica.

## Caratteristiche ambientali
I farmaci antineoplastici annientano letteralmente alcune sotto-popolazioni della massa tumorale, che può in un primo momento ridursi a causa di una risposta positiva al farmaco. Tuttavia, a causa di un meccanismo di selezione (denominato "bottleneck", o "a collo di bottiglia") un particolare lignaggio può sopravvivere al trattamento e -proprio per questa caratteristica- essere in grado di riprodursi, eventualmente causando una recidiva.
Le cellule tumorali possono diventare resistenti a diversi farmaci per mezzo di vari meccanismi incluso:
- Trasporto di membrana alterato;
- Aumento dei meccanismi di riparo del DNA
- Difetti della via di segnalazione dell'apoptosi;
- Alterazione di molecole "target" come quelle coinvolte in vie di segnalazione (es. inattivazione di enzimi)

## Marcatori genetici della sensibilità e della resistenza ai farmaci
Nella terapia antineoplastica la farmacogenetica acquisisce un ruolo sempre più importante. Con il rapido avanzamento delle tecnologie di sequenziamento è diventato molto più semplice e accessibile identificare e sperimentare dei marcatori genetici per la sensibilità al trattamento e la resistenza potenziale.
Mentre alcuni marcatori genetici sono ancora in fase di studio, alcuni markers sono più rappresentativi e posseggono un potenziale concreto per le applicazioni cliniche.